# Julián Romea
Pour les articles homonymes, voir Romea.
Julián Romea, né à Murcie le 16 février 1813 et mort le 10 août 1868 à Loeches, est un grand acteur de théâtre, écrivain et académicien espagnol.

## Famille
Il est l'époux de l'actrice Matilde Díez.

## Postérité
- Il figure sur le tableau La Réunion des poètes du peintre Antonio María Esquivel réalisé en 1846, aujourd'hui exposé au Musée du Prado[3];
- Le Teatre Romea de Barcelone porte son nom[4].